# Kadipur
Kadipur es un pueblo y nagar Panchayat situado en el distrito de Sultanpur en el estado de Uttar Pradesh, India. Su población es de 8010 habitantes (2011). 

## Demografía
Según el censo de 2011 la población de Kadipur era de 8010 habitantes, de los cuales 4114 eran hombres y 3896 eran mujeres. Kadipur tiene una tasa media de alfabetización del 80,42%, superior a la media estatal del 67,68%: la alfabetización masculina es del 87,42%, y la alfabetización femenina del 73,23%.